# X-Mix

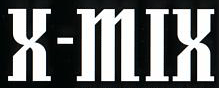
Logo

X-Mix ist eine zwischen 1993 und 1998 veröffentlichte zehnteilige Compilation-Reihe des Berliner Labels Studio K7. Sie stellte die Nachfolgereihe der dreiteiligen 3Lux-Veröffentlichungen dar, die sich erstmals der Visualisierung elektronischer Musik widmeten.
Das Konzept bestand darin, elektronische Musik mittels Computeranimationen visuell darzustellen.
Während sich bei der 3Lux-Reihe der Fokus noch auf die Visuals richtete, konzentrierten sich X-Mix-Veröffentlichungen in erster Linie auf die Musikmixe, die von namhaften DJs wie Laurent Garnier, John Acquaviva, Ken Ishii oder Dave Clarke in den Bereichen Acid, Techno, Trance und Electro produziert wurden. Somit wurde die Reihe neben VHS auch auf den Formaten CD und Vinyl veröffentlicht und später auch auf DVD.

## Veröffentlichungen
Mix-Alben
| Nummer   | Titel                              | DJ                             | Datum              |
| -------- | ---------------------------------- | ------------------------------ | ------------------ |
| X-Mix 1  | The MFS-Trip                       | Paul van Dyk                   | 23. August 1993    |
| X-Mix 2  | Destination Planet Dream           | Laurent Garnier                | 18. April 1994     |
| X-Mix 3  | Enter Digital Reality              | Richie Hawtin & John Acquaviva | 14. November 1994  |
| X-Mix 4  | Beyond The Heavens                 | Dave Angel                     | 24. April 1995     |
| X-Mix 5  | Wildstyle                          | DJ Hell                        | 3. November 1995   |
| X-Mix 6  | The Electronic Storm               | Mr C                           | 22. April 1996     |
| X-Mix 7  | Electro Boogie                     | Dave Clarke                    | 4. November 1996   |
| X-Mix 8  | Fast Forward & Rewind              | Ken Ishii                      | 14. April 1997     |
| X-Mix 9  | Transmission From Deep Space Radio | Kevin Saunderson               | 22. September 1997 |
| X-Mix 10 | Jack The Box                       | Hardfloor                      | 4. Mai 1998        |

DVD Compilations
| Nummer        | Datum          |
| ------------- | -------------- |
| X-Mix I DVD   | 1. März 2002   |
| X-Mix II DVD  | 4. März 2002   |
| X-Mix III DVD | 29. April 2002 |